# Rinus Michels (politicus)
Marinus A.P. (Rinus) Michels (19 september 1954) is een Nederlands politicus. Hij is lid van het Christen-Democratisch Appèl (CDA).

## Biografie
In 1998 werd hij gemeenteraadslid in de Groningse gemeente Bellingwedde en vanaf 2002 was hij daar wethouder. Sinds november 2008 was Michels de burgemeester van Winsum waarbij hij in Bellingwedde als wethouder werd opgevolgd door zijn partijgenote Ricky van den Aker. Voor zijn wethouderschap was hij werkzaam in de automatisering.
Vanwege gezondheidsproblemen was hij vanaf eind augustus 2010 met ziekteverlof. Vanaf oktober 2010 werd zijn functie door Pieter van der Zaag als waarnemend burgemeester van Winsum waargenomen maar sinds  16 juli 2011 was Rinus Michels weer in functie. Op 1 januari 2019 ging Winsum op in de fusiegemeente Het Hogeland en daarmee kwam zijn functie te vervallen.
Michels is voorzitter van de Raad van toezicht van de Koninklijke Christelijke Zangersbond (KCZB), vicevoorzitter van het Bestuur van Vereniging Spierziekten Nederland, voorzitter van de CDA-Bestuurdersvereniging afdeling Groningen en voorzitter van de raadsklankbordgroep herindeling van de gemeenten Delfzijl, Appingedam en Loppersum.